# Rodolphe William Seeldrayers
Rodolphe William Seeldrayers (16 de desembre de 1876 - 7 d'octubre de 1955) va ser un directiu de futbol belga que va ser el quart president de la FIFA, des de 1954 fins a 1955. Anteriorment havia estat president de la Reial Unió Belga de Futbol de 1929 a 1937, i va participar activament en les associacions oficials d'esports de Bèlgica.

## Primers anys
Nascut el 1876 a Düsseldorf, Alemanya, Seeldrayers va estudiar dret a la Universitat Lliure de Brussel·les, on va començar les seves activitats esportives. Als 19 anys va ser un dels fundadors de la Union royale belge des Sociétés de football association (URBSFA), de la qual va ser tresorer durant quatre anys i membre del Consell Executiu durant 25 anys. Posteriorment en va ser escollit com a membre d'honor. El 1914, la Unió va utilitzar el seu talent com a orador i el va nomenar delegat de la FIFA, de la qual va ser nomenat vicepresident el 1927.
El 1899 Seeldrayers va començar una carrera com a periodista esportiu amb la revista "La vie sportive", on hi escrivia una columna sota el pseudònim de Spectator. Deu anys més tard, va fundar el Comitè Nacional d'Educació Física que es va fusionar amb el Comitè Olímpic de Bèlgica. Va esdevenir cap del comitè a partir de 1946, succeint el príncep Albert de Ligne.

## Els Jocs Olímpics i la FIFA
El 1920, va ser secretari tècnic dels Jocs Olímpics d'Anvers i membre del jurat d'apel·lacions del futbol als Jocs Olímpics diverses vegades. Va ser més destacat en aquest paper als Jocs Olímpics d'estiu de 1936 a Berlín, quan durant el partit Perú-Àustria els espectadors van envair el terreny de joc, fet que va provocar una consulta del jurat d'apel·lacions. L'Associació Austríaca de Futbol va enviar una queixa al comitè d'apel·lacions que va decidir, després de deliberar, tornar a jugar el partit "a porta tancada". El Perú no hi va estar d'acord i tota la seva selecció olímpica va abandonar els Jocs queixant-se de l'"astuta decisió de Berlín". També va rebre la queixa oficial txecoslovaca després de l'abandonada final olímpica de 1920, que havia estat arbitrada per John Lewis.
Fundador inveterat de clubs i associacions, les organitzacions següents estan en el crèdit de Seeldrayers: el Waterloo Golf-Club (1923), l'Ixelles Football Club (que formaria part de la fusió amb el Racing Club de Brussel·les) i l'Anglo-Club esportiu de cricket belga. Selldrayers semblava tenir una bona acollida en els cercles anglesos: actualitzat i fins al punt en qüestions esportives, parlava la llengua anglesa. Paral·lelament, va continuar la seva activitat periodística i va iniciar una nova col·laboració amb la publicació L'Écho des Sports. Va acabar amb aquest aspecte de la seva carrera l'any 1935 mentre continuava publicant articles i donant a conèixer les seves opinions a les columnes dels Butlletins del Comitè Olímpic Internacional.
La Segona Guerra Mundial va frenar però no va aturar les seves activitats. Com a membre del Comitè Olímpic Belga durant l'Ocupació, va defensar la independència de l'esport belga. Al final de la guerra, va ser un dels membres del Comitè Olímpic Internacional dels primers Jocs de la postguerra, el 1946.
Va existir un gran respecte mutu entre Seeldrayers i el llavors president de la FIFA, el respectat universalment francès Jules Rimet. Això es va traduir per part del belga, en una moció presentada el 25 de juliol de 1946, en un congrés de la FIFA, per canviar el nom de la Copa del Món per "Copa Jules Rimet".
Durant molts anys, la qüestió de l'aficionat va suposar un problema. Amb el desenvolupament econòmic de l'esport, el fenomen de la professionalitat va començar a qüestionar els fonaments de la concepció dels Jocs Olímpics, tal com volia que fossin Pierre de Coubertin. Els debats van fer estralls i es va crear una Comissió sobre Amateurisme, amb el suport del Comitè Olímpic Internacional, en la qual va participar Seeldrayers. Al final, la comissió va presentar el seu informe final el 1947, a la sessió a Estocolm. Incloïa una definició d'aficionat i exigia als futurs participants als Jocs Olímpics que signessin una declaració afirmant que eren autèntics aficionats, i proposava la creació d'una comissió permanent. Aquest estava format per tres membres del Comitè Olímpic Internacional i un delegat de cada federació internacional.
A principis de 1955, Jules Rimet va dimitir de la FIFA i va passar la seva autoritat al seu vicepresident, RW Seeldrayers. Aquest traspàs del poder, així com els partits del Mundial de 1954, es van veure per primera vegada a la televisió. Sota la seva presidència, la Federació va comptar amb 85 socis i va celebrar el seu cinquantè aniversari.
Sota la seva presidència de la FIFA, Seeldrayers es va enfrontar a un altre problema: se li va retreure a la FIFA haver donat permís a "falsos" aficionats per participar en un torneig de Hèlsinki, tot i que en els seus estatuts s'havia introduït una definició d'aficionat pel mateix Seeldrayers, vicepresident. de la federació en aquell moment. El problema era complex, amb la decisió sobre quins jocs participaran en grans esdeveniments esportius en joc. També va ser una època en què els règims utilitzaven l'esport com a mitjà de propaganda.
Conscient de la importància d'aquest problema, Seeldrayers es va mantenir fidel a la seva visió de l'esport. Per a ell, "des d'un punt de vista estrictament olímpic, l'esport només és possible, teòricament, quan és practicat per aficionats". La seva opinió no li va impedir respectar els jugadors professionals que seguien l'esperit del joc amb lleialtat, sinceritat i joc net. I tot i que va veure clarament l'ús de l'esport en la propaganda comunista, va entendre i aprovar fins a cert punt aquell fenomen. Segons la seva opinió, l'esport era un element clau de l'organització social. S'han d'integrar al currículum escolar al mateix nivell que qualsevol altra assignatura i són capitals per a l'educació dels joves. Seeldrayers va considerar les crítiques defectuoses i, amb el temps, la seva opinió no va millorar. Creia que el deure de la premsa era ensenyar a l'espectador.
RW Seeldrayers va morir un any després de la seva elecció com a president de la FIFA, el 7 d'octubre de 1955, a causa d'una malaltia, i va rebre un funeral semioficial, arran d'una decisió governamental. Va ser escollit pòstumament membre del CIO (Comitè Olímpic Internacional). Aleshores es va decidir que aquest títol no es tornaria a donar pòstumament.

## Esportivitat
Seeldrayers va ser un esportista molt consumat, com ho demostren els molts esports en què va competir. Tenia preferència pels esports d'equip. Això va coincidir amb el seu concepte d'esport, ja que segons Seeldrayers, l'esport ha de ser el terreny de joc d'un aprenentatge en els valors necessaris de la vida i la comunitat.

## Influència
Vuit camps d'esports belgues es van beneficiar de les atencions de Seeldrayers: atletisme, futbol, aviació, cricket, hoquei herba, golf i, en una petita mesura, tennis i natació — l'atletisme i el futbol van ser el seu focus principal. Va ser el campió belga de 110 metres tanques el 1897, i va competir com a corredor durant deu anys. Va ser campió de la Divisió d'Honor de Bèlgica amb l'equip Racing -Club de Brussel·les el 1900, i capità de l'equip universitari de Brussel·les el 1898 i el 1899. En total, va competir durant 26 anys.
Pel que fa a la resta de camps, la seva pràctica va durar una mitjana de deu anys i sempre amb un alt nivell de realització, guanyant, almenys, un campionat: va tenir cinc anys al Club de Regates ( Cercle des régates ) de Brussel·les i al "Sunburn" equip ( Coup de Soleil ), deu anys de cricket a le Racing i al "Club Anglo-Belga" de Brussel·les, i va ser tres vegades campió de Bèlgica. El 1924 va ser capità de la selecció que va derrotar França a París. Durant deu anys va jugar a hoquei al Racing-Club de Brussel·les, i el 1903, a la selecció contra França a París. Va jugar a golf a partir de 1919 al Waterloo Golf Club, on va ser capità durant deu anys.